# Blaenau Gwent
Pour les articles homonymes, voir Blaenau Gwent (homonymie).
Le Blaenau Gwent est un borough de comté situé dans le sud du pays de Galles. La ville d'Ebbw Vale en est le centre administratif.

## Géographie
Le Blaenau Gwent se situe à l'extrémité orientale du bassin houiller du pays de Galles méridional (en). Il est compris entre le Powys au nord, le Monmouthshire et le Torfaen à l'est et le borough de comté de Caerphilly au sud et à l'ouest.
Le borough de comté s'étend sur les hautes vallées de la Sirhowy (en), de l'Ebbw Fawr et de l'Ebbw Fach, ces deux dernières formant l'Ebbw (en) après leur confluence à Aberbeeg. Son point culminant (578 m) est à Coity Mountain (en). Les plus grandes villes du Blaenau Gwent sont Ebbw Vale, Tredegar, Abertillery et Brynmawr.
La route A465 (en) traverse la partie septentrionale du borough de comté. Elle est surnommée Heads of the Valleys Road (« route du sommet des vallées ») parce qu'elle relie le sommet des vallées du pays de Galles méridional (en).

## Histoire
Le borough de Blaenau Gwent est créé en 1974 par le Local Government Act 1972 en tant que district du comté de Gwent. Il comprend les anciens districts urbains d'Abertillery, Brynmawr, Ebbw Vale, Nantyglo and Blaina et Tredegar, ainsi que la paroisse de Llanelly. Toute cette région se situait auparavant dans le comté historique du Monmouthshire, à l'exception de Brynmawr et Llanelly, qui appartenaient au Brecknockshire,.
Comme les autres comtés gallois, le Gwent est aboli en 1996 en vertu du Local Government (Wales) Act 1994. Le Blaenau Gwent devient alors une zone principale avec le statut de borough de comté. Il est amputé à cette occasion du village de Llanelly qui est rattaché au Monmouthshire.

## Politique

### Élections nationales

Carte des circonscriptions nationales du Blaenau Gwent.
1. Blaenau Gwent and Rhymney

Pour les élections à la Chambre des communes du Royaume-Uni, le borough de comté correspond d'abord à la circonscription de Blaenau Gwent, créée en 1983. Elle élit systématiquement des députés travaillistes, sauf entre 2005 et 2010.
Le redécoupage des circonscriptions électorales qui prend place en 2023 abolit celle de Blaenau Gwent. Elle est remplacée par Blaenau Gwent and Rhymney, qui comprend l’intégralité du borough de comté et une partie de celui de Caerphilly. La nouvelle circonscription est emportée lors des élections générales britanniques de 2024 par le travailliste Nick Smith, déjà député de Blaenau Gwent depuis 2010.

### Élections régionales
Pour les élections au Parlement gallois, la circonscription de Blaenau Gwent est identique à son homonyme du Parlement britannique depuis la création de l'assemblée dévolue galloise, en 1999. Elle est représentée depuis 2010 par le travailliste Alun Davies (en). Elle fait également partie de la région électorale de South Wales East, qui élit quatre députés supplémentaires.
Le Senedd Cymru (Members and Elections) Act 2024 (en) prévoit un changement complet du système électoral, avec le remplacement des 40 anciennes circonscriptions et 5 régions électorales par 16 nouvelles circonscriptions élisent chacune six députés. Dans ce nouveau découpage, le borough de comté de Blaenau Gwent est entièrement inclus dans la circonscription de Blaenau Gwent Caerffili Rhymni (en), qui s'étend aussi sur une partie du borough de comté de Caerphilly.

### Élections locales

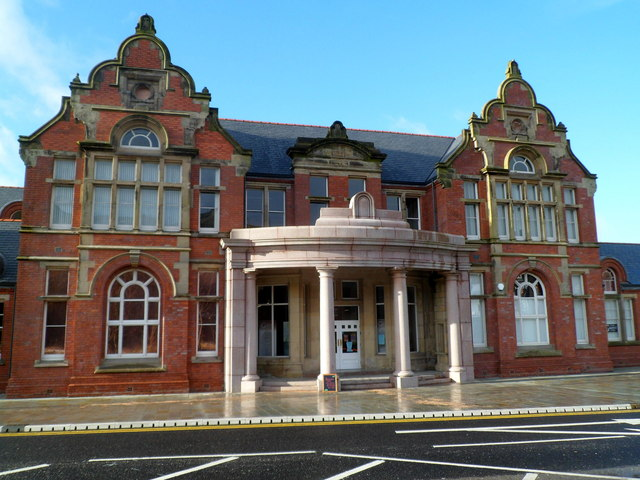
Le conseil de comté du Blaenau Gwent se réunit dans les bureaux des anciennes.

Depuis les élections locales de 2022, le conseil du borough de comté de Blaenau Gwent (en) compte 33 sièges (contre 42 auparavant), dont 21 sont occupés par des travaillistes et 12 par des indépendants. Le borough de comté est divisé en 14 districts électoraux (wards) (16 auparavant) qui élisent chacun deux ou trois conseillers, :
- Abertillery & Six Bells (en) (3)
- Beaufort (3)
- Blaina (2)
- Brynmawr (3)
- Cwm (2)
- Cwmtillery (en) (2)
- Ebbw Vale North (2)
- Ebbw Vale South (2)
- Georgetown (en) (2)
- Llanhilleth (2)
- Nantyglo (en) (2)
- Rassau & Garnlydan (2)
- Sirhowy (en) (3)
- Tredegar (3)

## Communautés
Blaenau Gwent comprend les communautés suivantes :
| Nom anglais         | Nom gallois        | Superficie (km2) | Population (2011) | Remarques                                               |
| ------------------- | ------------------ | ---------------- | ----------------- | ------------------------------------------------------- |
| Abertillery         | Abertyleri         | 18,74            | 11 601            | Ville.                                                  |
| Badminton           | Badminton          | 2,68             | 3 110             | Créée en 2010 par scission de Beaufort.                 |
| Beaufort            | Cendl              | 3,44             | 3 866             |                                                         |
| Brynmawr            | Brynmawr           | 5,82             | 5 530             | Ville.                                                  |
| Cwm                 | Y Cwm              | 9,79             | 4 120             | Comprend Waun-Lwyd (en).                                |
| Ebbw Vale North     | Gogledd Glynebwy   | 2,49             | 4 561             | Créée en 2010 par scission d'Ebbw Vale.                 |
| Ebbw Vale South     | De Glynebwy        | 6,61             | 4 274             | Créée en 2010 par scission d'Ebbw Vale.                 |
| Garnlydan           | Garnlydan          | —                | —                 | Créée en 2021 par scission de Beaufort.                 |
| Llanhilleth         | Llanhiledd         | 7,41             | 4 797             | Comprend Aberbeeg (en), St Illtyd (en) et Swffryd (en). |
| Nantyglo and Blaina | Nantyglo a Blaenau | 15,29            | 4 797             | Comprend Blaina et Nantyglo (en).                       |
| Rassau              | Rasa               | 4,82             | 3 234             | Créée en 2010 par scission de Beaufort.                 |
| Tredegar            | Tredegar           | 31,68            | 15 103            | Ville.                                                  |